# Oxyopes subhadrae
Oxyopes subhadrae là một loài nhện trong họ Oxyopidae.
Loài này thuộc chi Oxyopes. Oxyopes subhadrae được Benoy Krishna Tikader miêu tả năm 1970.